# Rio Don (Vilaine)
O rio Don é um rio da França, localizado no departamento de Loire-Atlantique, Ille-et-Vilaine e Maine-et-Loire, nas regiões Pays de la Loire e Bretanha. É afluente do rio Vilaine pela margem esquerda e tem 92,1 km de extensão.
Atravessa as seguintes comunas, nos departamentos de Ille-et-Vilaine (35), Loire-Atlantique (44), e Maine-et-Loire (49) :
- Saint-Julien-de-Vouvantes, Avessac, Treffieux, La Chapelle-Glain, Conquereuil, Grand-Auverné, Guémené-Penfao, Issé, Moisdon-la-Rivière, Nozay, Challain-la-Potherie, Saint-Michel-et-Chanveaux, La Chapelle-de-Brain, Marsac-sur-Don, Masserac, Jans, Juigne-des-Moutiers, Petit-Auverne e Derval.